# USS Bashaw (SS-241)
«Башау» (англ. USS Bashaw (SS-241)) – підводний човен військово-морських сил США типу «Гато», котрий взяв участь у бойових діях Другої Світової війни.  
Човен спорудила компанія General Dynamics Electric Boat на верфі у Нротоні, штат Коннектикут. 9 січня 1944-го «Башау» покинув Кі-Вест (Флорида), де провадив тренування, та вирушив на Тихий океан. 3 березня він прибув до затоки Мілн (крайнє південно-східне завершення Нової Гвінеї).

## Походи
Всього човен здійснив шість бойових походів

### 1-й похід
10 березня 1944-го «Башау» вийшов із затоки Мілн та попрямував до району бойового патрулювання біля архіпелагу Палау (важливий транспортний хаб японців у західній частині Каролінських островів). Тут 21 березня він випустив шість торпед по ремонтному судну Урагамі-Мару да досяг одного влучання. Пошкоджене судно відбуксирували до гавані Палау, де воно вже 30 березня було потоплене під час рейду авіаносної авіації. 27 квітня в районі за п’ятсот кілометрів на південний захід від Палау (та за чотириста кілометрів на північний схід від острова Хальмахера) «Башау» артилерією знищив траулер. 10 травня човен прибув до Брисбену на східному узбережжі Австралії.

### 2-й похід
27 травня 1944-го «Башау» вийшов для бойового патрулювання між Філіппінами та Молуккським архіпелагом. В кінці червня в районі за півтори сотні кілометрів на північний захід від острова Хальмахера (на межу Молуккського та Філіппінського морів) він потопив вантажне судно. У підсумку 16 липня човен прибув на острів Манус (острови Адміралтейства).

### 3-й похід
7 серпня 1944-го «Башау» попрямував до району бойового патрулювання на захід від острова Мінданао. У першій декаді вересня він потопив у морі Сулу вантажне судно. Наступного дня «Башау» артилерією знищив невелике каботажне судно. 4 жовтня човен знову прибув до Брисбену.

### 4-й похід
27 листопада «Башау» попрямував до району бойового патрулювання у Південнокитайському морі. Тут 21 листопада він атакував конвой та пошкодив судно Гесан-Мару. Невдовзі воно було повторно торпедоване підводним човном «Флаундер», після чого викинулось на берег острова Наньшан, де 23 листопада було остаточно зруйноване торпедою підводного човна «Гуавіна». У підсумку 31 грудня «Башау» завершив похід у Фрімантлі на західному узбережжі Австралії.

### 5-й похід
26 січня 1945-го «Башау» вийшов для бойового патрулювання у Південнокитайському морі в районі острова Хайнань та узбережжя Індокитаю. 21 лютого поблизу Хайнаню він разом з підводним човном «Флешер» потопив артилерією невелике каботажне судно. 27 лютого «Башау» знищив 3 сампани, при цьому один разом з тим же «Флешер». У середині першої декади березня «Башау» торпедував танкер. Судно продовжило свій шлях, проте човен після дев’ятигодинної погоні наздогнав його та потопив за сотню кілометрів на північний схід від Данангу. 6 березня біля узбережжя Індокитаю «Башау» знищив артилерією ще один сампан, а 12 березня прибув до бухти Субік-Бей на Філіппінах.

### 6-й похід
Тривав з 27 березня по 29 квітня 1945-го та завершився поверненням до Субік-Бей. Човен знову діяв біля Хайнаню та узбережжя В’єтнаму, проте не зміг збільшити свій бойовий рахунок. По завершенні походу «Башау» вирушив для ремонту на верфі Mare Island Navy Yard (Вальєхо, Каліфорнія), з якої вийшов до Перл-Гарбору 13 серпня, лише за добу до капітуляції Японії.

## Післявоєнна доля
Вже у листопаді 1945-го човен вивели в резерв, проте у квітні 1951-го знову повернули на службу. Невдовзі «Башау» поставили на модернізацію та перекласифікували у «мисливця за підводними човнами» (SSK-242).
У 1962-му човен знову перекласифікували – на цей раз у допоміжну субмарину. 
В 1969-му «Башау» виключили зі списків флоту, а 4 серпня 1972 продали на злам (за іншою версією, човен використали як мішень та потопили біля Гаваїв).

## Бойовий рахунок
| Дата       | Назва          | Тип      | Тоннаж | Місце            |
| 25.06.1944 | Ямамія-Мару    | вантажне | 6440   | 3°36'N 127°14'E  |
| 08.09.1944 | Янагігава Мару | вантажне | 2813   | 8°14'N 121°47'E  |
| 05.03.1945 | Рьоей Мару     | танкер   | 10016  | 16°46'N 108°41'E |